# Katalonski
Katalonski és un programa de televisió català, estrenat el 12 d'abril de 2018 a TV3, presentat pel músic islandès Halldór Már. La producció, en format documental, explica la història d'estrangers que han après el català, tot i que a vegades no han viscut mai a Catalunya. Durant la primera temporada del programa, es van donar a conèixer les diferents experiències de prop de 80 persones de 13 països diferents que, tot i no ser catalanes, parlaven català i coneixien a fons la seva cultura, a més d'estar pendents del que passa a Catalunya.
Katalonski és una producció de TV3 en coproducció amb Broadcaster Audiovisual Services i La Lupa Produccions, amb el suport i la col·laboració de la Direcció General de Política Lingüística del Departament de Cultura, l'Institut Ramon Llull i el Departament d'Afers i Relacions Institucionals i Exteriors i Transparència.
El 26 de novembre de 2018, l'empresa Broadcaster va confirmar que produirien una segona temporada de Katalonski, de nou conjuntament amb La Lupa Produccions. En un comunicat, la productora informava que en aquesta segona temporada es coneixerien nous personatges i s'explicarien noves històries, es presentarien noves ciutats, cultures i països, s'optaria per una major presència digital, i es recuperarien alguns dels protagonistes de la temporada anterior.

## Nom
El nom del programa no és un substantiu: la paraula katalonski, que vol dir "català", és un adjectiu en llengües eslaves (el rus, el polonès, el búlgar, l'ucraïnès, el belarús, el croat, el serbi, etc.). El substantiu, en rus, seria katalónets, katalonka (singular, masculí i femení) i katalontsi, katalonki (plural, masculí i femení). Una persona no pot ser "katalonski/katalónskaia", sinó "katalónets/katalonka". Per exemple: Jordi – katalónets ("en Jordi és català"), Marta – katalonka ("la Marta és catalana"), mi – katalontsi/katalonki ("som catalans/catalanes"). A més, en unes llengües (el rus, l'ucraïnès i el belarús) s'utilitza la forma katalanski (-ans-) quan es parla de la llengua catalana (en rus: katalanski iazik).

## Història

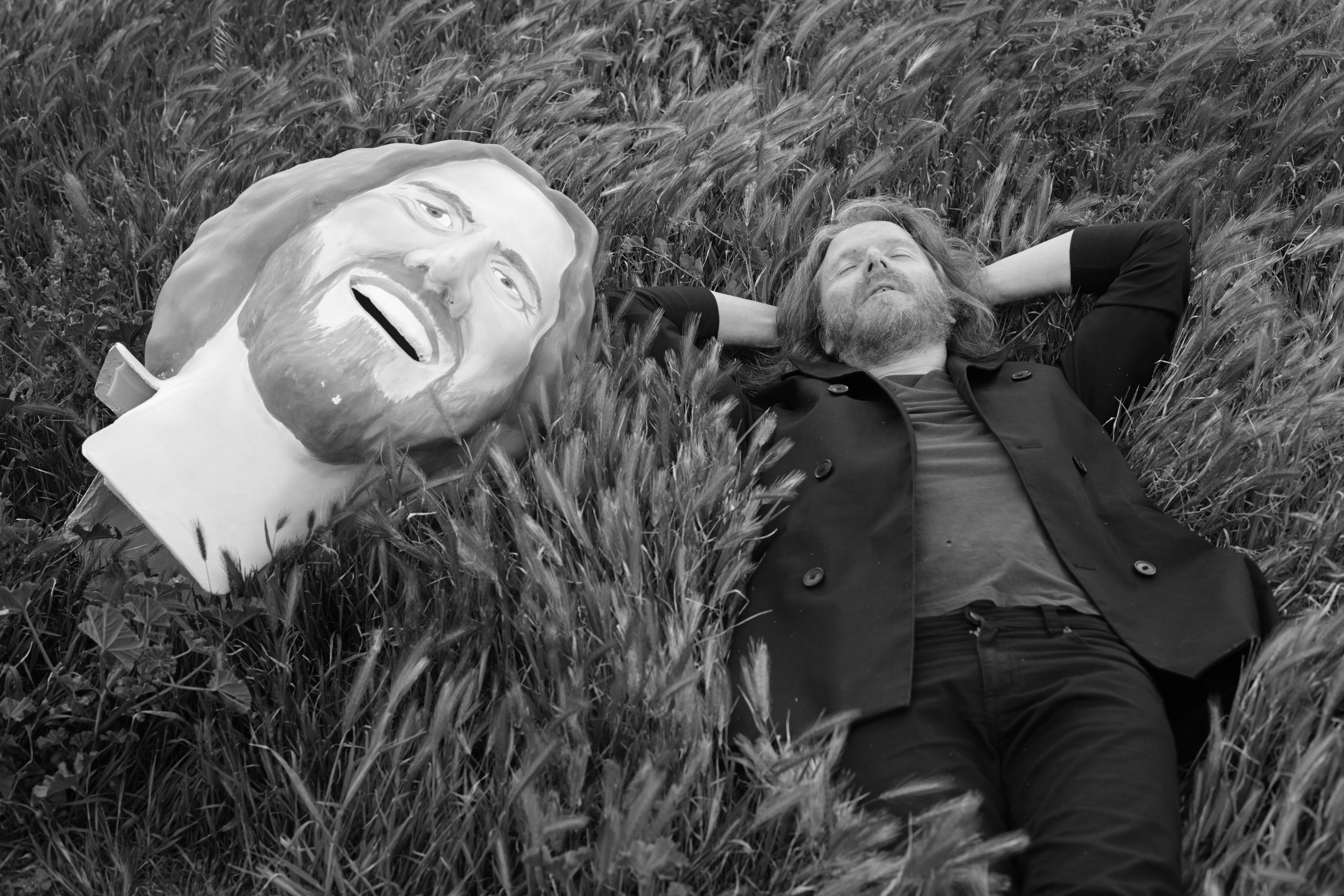
El presentador del programa, l'islandès Halldór Már.

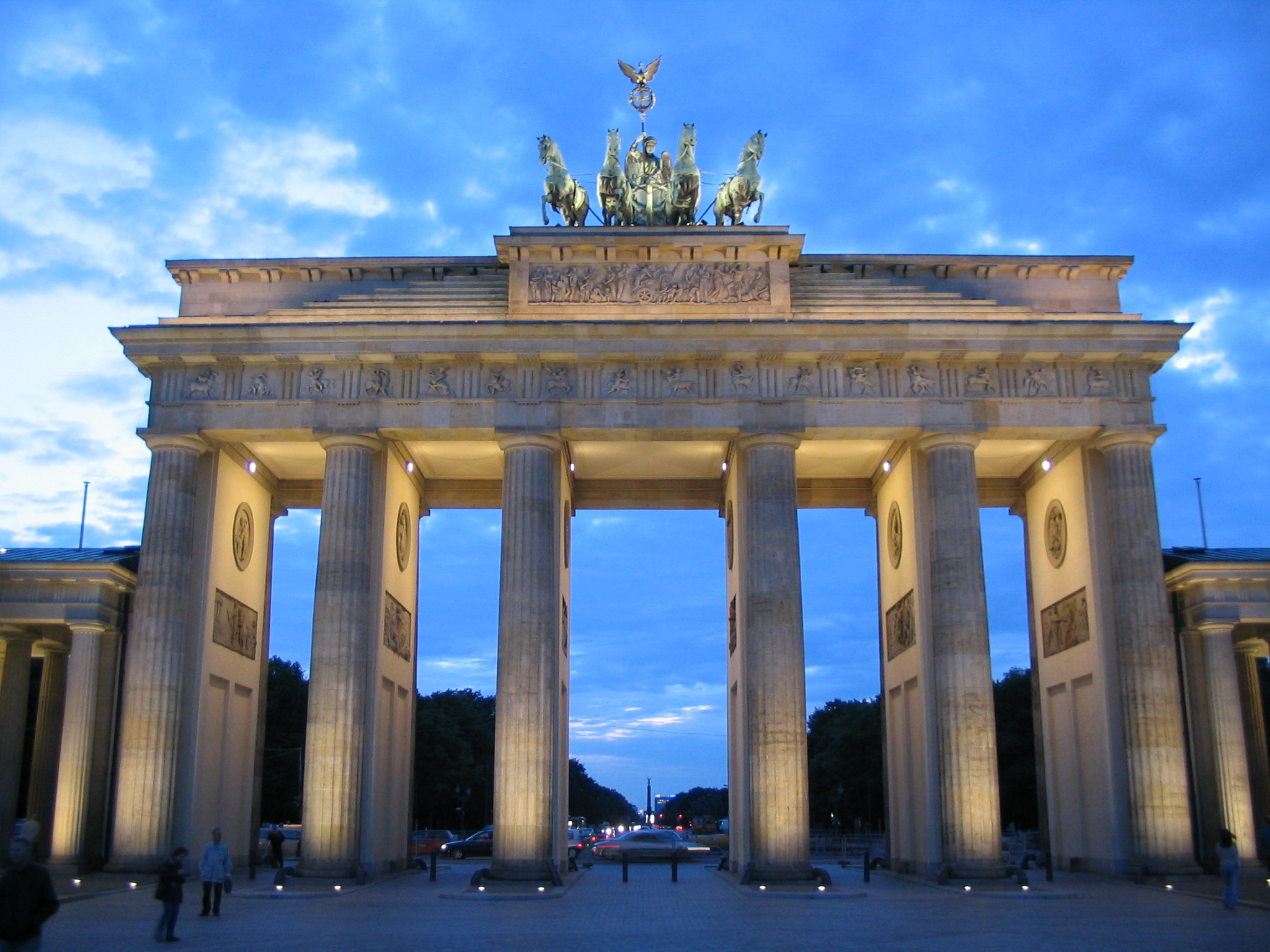
La Porta de Brandenburg, a Berlín, un dels indrets on es va gravar el programa.

A TV3, històricament, s'han realitzat diversos programes on el presentador viatja pel món buscant persones que tinguin una relació especial amb Catalunya, com ara Afers exteriors, presentat per Miquel Calçada; Catalunya Experience, presentat per Ivana Miño; o Cases d'algú, presentat per Joan Maria Pou; aquest darrer era, de fet, el programa que venia a substituir la nova producció.
Katalonski es va presentar oficialment el 13 de març de 2018 a l'Institut Ramon Llull. A la presentació hi van assistir Vicent Sanchis, director de TV3; Manuel Forcano, director de l'Institut Ramon Llull; Ester Franquesa, directora general de Política Lingüística de la Generalitat de Catalunya, Oriol Gispert, director i creador del programa, Valentín Rueda, productor executiu; i el músic islandès Halldór Már. Allí es va explicar que la producció, conduïda pel músic islandès, consistia en trobar persones que visquessin fora dels territoris de parla catalana, però que parlessin català. Així, el programa recorreria diversos països en tretze episodis, compartint el dia a dia dels seus protagonistes, les seves aficions i moments especials.
En total, la primera temporada consistia en 13 episodis de 50 minuts de duració. Les localitzacions escollides van ser les ciutats de Nova York, San Francisco, Londres, Mont-real, Brussel·les, Praga, Berlín, l'illa de Sicília, Buenos Aires, Santiago de Xile, Melbourne, Mèxic D.F. i Tòquio. El títol de cada capítol portava el nom d'una cançó catalana, que d'alguna manera apareixeria al programa i tindria un significat. El presentador escollit va ser Halldór Már, un músic islandès que no tenia cap contacte previ amb la televisió i que feia 25 anys que vivia a Barcelona. Segons el mateix Már, va acceptar participar en el programa per conèixer persones que, com ell, havien après català i això “els ha canviat la vida”.
L'estrena del programa en antena es va haver de posposar en dues ocasions. En un primer moment, estava planificat que s'estrenés el 22 de març, però arran de la investidura fallida de Jordi Turull es va posposar. Així, Katalonski s'havia d'emetre per primer cop el 5 d'abril; no obstant, a causa de l'anunci de l'alliberament de Carles Puigdemont, l'estrena es va tornar a retardar. Finalment, la data definitiva de l'estrena va ser el dijous 12 d'abril. El primer programa va aconseguir una audiència total de 381.000 espectadors, i una quota de pantalla del 16%; a més, la interacció dels teleespectadors a través de les xarxes socials com Twitter i Facebook va provocar que l'etiqueta #KatalonskiTV3 arribés a ser Trending Topic. Durant l'emissió de la primera temporada, Katalonski es va situar entre els programes més vistos del mes de maig a Catalunya.
El darrer capítol de la primera temporada es va emetre el 12 de juliol de 2018 a les 22:35 h. Ens els dotze capítols anteriors, l'emissió havia tingut una mitjana de 318.000 espectadors i una quota de pantalla del 13,7 %.
El 26 de novembre de 2018 es va confirmar la producció d'una segona temporada del programa. En un comunicat, la productora Broadcaster informava que durant la segona temporada es coneixerien nous personatges i s'explicarien noves històries, es presentarien noves ciutats, cultures i països, s'optaria per una major presència digital, i es recuperarien alguns dels protagonistes de la temporada anterior. En un principi, els indrets seleccionats per rodar el programa van ser Madrid, Donosti i Bilbao (Espanya), Lisboa (Portugal), Roma o Venècia (Itàlia), Noruega, Poznań, Cracòvia o Varsòvia (Polònia), Moscou (Rússia), Budapest (Hongria), Islàndia, Pequín (Xina), Rio de Janeiro o São Paulo (Brasil), Bogotà (Colòmbia), Brno (República Txeca), Cork o Dublín (Irlanda), l'Havana (Cuba) i Jerusalem (Israel).

## Producció

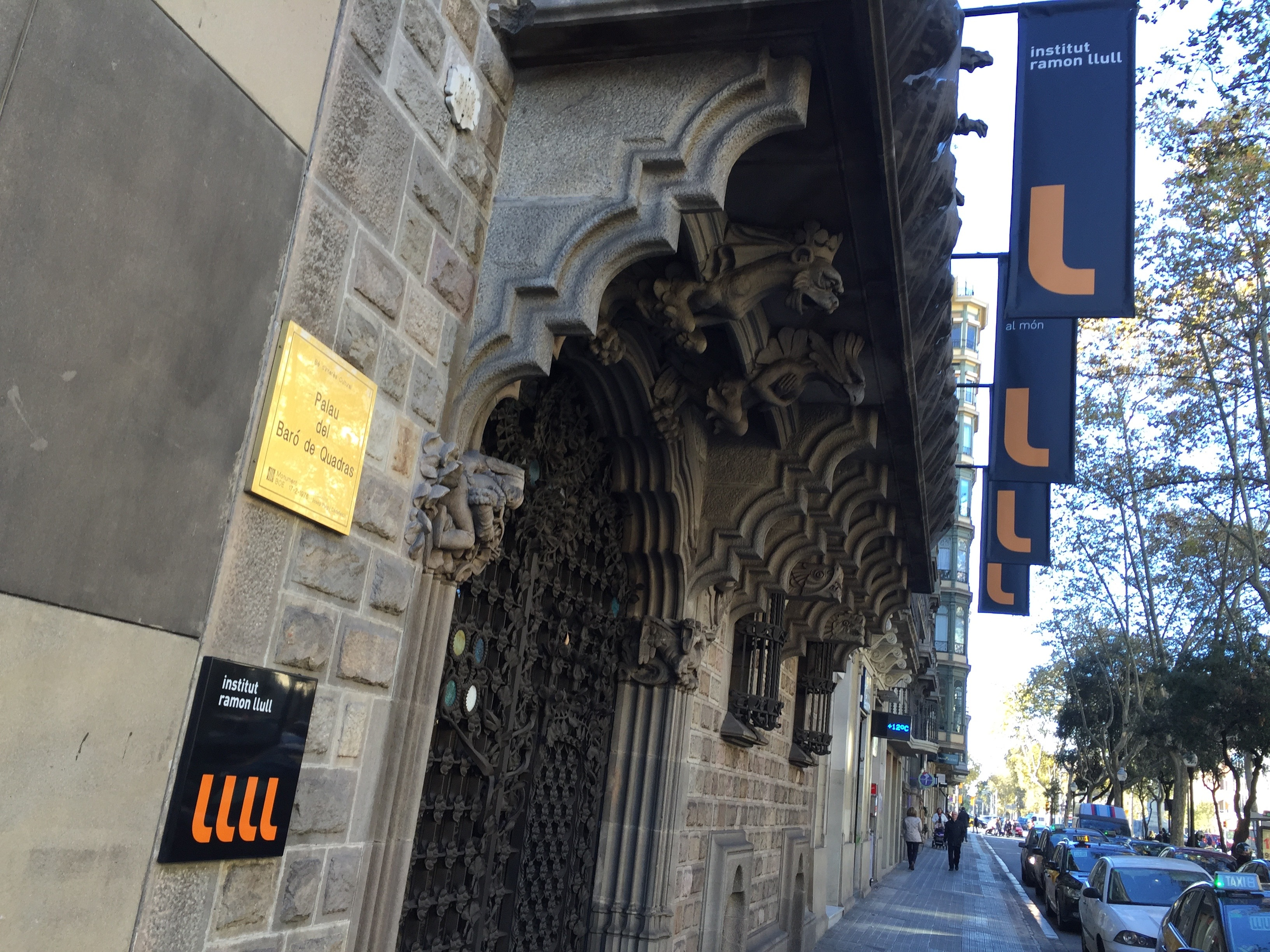
Palau del Baró de Quadras, seu de l'Institut Ramon Llull.

### Concepció
La producció del programa es va realitzar conjuntament entre TV3, Broadcaster Audiovisual Services i La Lupa Produccions, a més de comptar amb el suport i col·laboració de la Direcció General de Política Lingüística del Departament de Cultura, l'Institut Ramon Llull i el Departament d'Afers i Relacions Institucionals i Exteriors i Transparència de la Generalitat de Catalunya.
La idea creativa que va originar el Katalonski va sorgir del fet que hi ha prop de 150 centres a tot el món on s'estudia el català. A partir d'aquest punt, Oriol Gispert explicava que van pensar que podria ser "curiós conèixer la seva història [de les persones que estudiaven català en aquests centres]". Quan van començar a explorar la idea, van trobar-se amb molt interès per part dels possibles protagonistes del relat, rebent més de 500 sol·licituds per participar en el programa. En la seva realització hi van participar 30 persones, que van treballar durant un any i mig per realitzar la primera temporada, pensat com un programa d'entreteniment. A més, l'objectiu era potenciar, també, les xarxes socials, a més de la pròpia emissió convencional.
Halldór Már, presentador del programa, va ser escollit després d'un procés de selecció. Els productors del programa el van trucar expressament per la seva condició de "katalonski". Com molts dels protagonistes del programa, Már es va apropar al català gràcies a la música i a la televisió. El presentador islandès va explicar en la roda de premsa de presentació del programa que el seu interès pel català el va fomentar les seves ganes d'entendre el format televisiu Sense títol, així com un disc del músic Albert Pla.

### Rodatge
La primera temporada es va rodar a diversos indrets de Catalunya, així com en les ciutats de Nova York, San Francisco, Londres, Mont-real, Brussel·les, Praga, Berlín, l'illa de Sicília, Buenos Aires, Santiago de Xile, Melbourne, Mèxic D.F. i Tòquio. La filmació es va realitzar entre l'abril i el novembre de 2017.
El rodatge de la segona temporada es va realitzar entre l'octubre de 2018 i el març de 2019; inicialment, els emplaçaments escollits per ambientar els programes van ser Madrid, Donosti i Bilbao (Espanya), Lisboa (Portugal), Roma o Venècia (Itàlia), Noruega, Poznan, Cracòvia o Varsòvia (Polònia), Moscou (Rússia), Budapest (Hongria), Islàndia, Pequín (Xina), Rio de Janeiro o São Paulo (Brasil), Bogotà (Colòmbia), Brno (República Txeca), Cork o Dublín (Irlanda), l'Havana (Cuba) i Jerusalem (Israel).

### Format
El format de la primera temporada consistia en una sèrie de 13 episodis de 55 minuts de duració cada un. En cada programa es visitava un país diferent, mostrant com viuen i com són les persones que parlen català, tot això explicat en aquesta llengua. En cada episodi es combinaven entre 5 i 6 persones diferents, alternant les seves històries. Finalment, en alguns dels capítols, un dels protagonistes d'aquell episodi viatjava a Catalunya com a colofó, al final del programa. El presentador del programa, la persona responsable d'entrevistar els diferents protagonistes, era el músic islandès Halldór Már.
Már és un músic islandès que fa molts anys que viu a Barcelona; parla un bon català i era conegut, amb anterioritat al programa, per traduir diverses cançons catalanes a l'anglès. Al llarg de la primera temporada es podia veure al músic viatjant amb una guitarra acústica, interpretant en diverses ocasions cançons importants per les persones que entrevistava. El cantant també va ser el compositor de la sintonia que obria el programa, No hi ha estranys en aquest món.
La segona temporada també constava de 13 episodis.

## Temporades

### Resum
| Temporada | Episodis | Emissió             | Emissió              | Audiència   | Audiència |
| Temporada | Episodis | Primer capítol      | Últim capítol        | Espectadors | Share     |
| --------- | -------- | ------------------- | -------------------- | ----------- | --------- |
| 1         | 13       | 12 d'abril de 2018  | 12 de juliol de 2018 | 310.307     | 13,5%     |
| 2         | 13       | 6 d'octubre de 2019 |                      |             |           |

### Primera temporada (2018)
| Núm. | Ciutat                                | Sinopsi | Data d'emissió       | Espectadors | Share |
| ---- | ------------------------------------- | --- | -------------------- | ----------- | ----- |
| 1    | Nova York i Washington (Estats Units) | En aquest primer viatge, en Halldor Mar comparteix diferents experiències amb persones que troba als Estats Units: la passió pel "Clàssic" Reial Madrid - Barça, una diada de Sant Jordi molt especial o una classe de danses jueves. A més, va tocar una cançó dels Mishima acompanyat i descobreix una jove que va versionar la cançó "Boig per tu" de Sau. | 12 d'abril de 2018   | 381.000     | 16,0% |
| 2    | Ciutat de Mèxic (Mèxic)               | Experimentem el Día de Muertos a Ciutat de Mèxic. Amb l'Ana Mònica Hernández descobrim com viuen les famílies mexicanes aquesta festa tradicional. Coneixem la Diana López, una neta de catalans que no va descobrir que sabia parlar català fins que els seus avis van morir. El Guillermo Amador ensenya al Halldor a tocar i cantar música tradicional. I descobrim com el Ricardo Martínez ha après català sense haver trepitjat mai Catalunya ni tenir cap lligam familiar amb casa nostra. | 19 d'abril de 2018   | 390.000     | 17,5% |
| 3    | Londres (Regne Unit)                  | A Londres acompanyem l'enginyer Misha Dohler en un moment clau: toca el piano en un concert que pot canviar la seva vida; l'exarqueòloga Catherine Johns ens parla de com Sopa de Cabra la va ajudar a superar la mort del seu marit; Jasmine Kahlia ens convida a un concert on ella rapeja en català; amb DJ Mo Ayoub compartim una divertida pipa àrab i amb l'actor James Mc Callum cantem Oasis... dins un armari! | 26 d'abril de 2018   | 281.000     | 12,4% |
| 4    | Mont-real (Canadà)                    | A Mont-real participem en la celebració dels 10 anys de la colla castellera d'allà amb el seu fundador, Serge Mainville; aprenem a caminar descalços pel bosc i menjar cérvol cru amb l'increïble músic Felix Michaud; el cineasta Alexandre Chatard ens parla del seus exitosos documentals sobre Catalunya; coneixem la peculiar "família catalana" de la colombiana Ingrid Santana, on hi ha fins i tot un filipí, i juguem un espectacular partit d'hoquei sobre gel amb el crac Bradley D'Allessandro. | 3 de maig de 2018    | 318.000     | 13,1% |
| 5    | Berlín (Alemanya)                     | A Berlín assistim a l'animada Gay Parade. A més, ballem tango amb Antonia Belz amb qui també farem escalada; recordem la República Democràtica d'Alemanya amb Susanne Newmann mentre bevem cava català; llancem fletxes amb la txeca Alena Vodakova, a qui agrada tot allò medieval; aprenem alemany amb els increïbles germans Youlden i passegem amb el bicitaxi del canadenc Clayton Mitchel, un noi que està "més content que un gínjol". | 10 de maig de 2018   | 321.000     | 14,1% |
| 6    | San Francisco (Estats Units)          | A San Francisco compartim un moment molt especial amb la Claudia Waldman, el dia de la seva graduació a la Universitat de Califòrnia a Berkeley; toquem cançons d'amor amb Godrich Rochlen, un hippie exmarine enamorat d'una noia de Badalona; aixequem peses amb Elizabeth Spragins, que també canta òpera; recollim el fill de Claire Gunter en una guarderia al davant de l'FBI; passegem per Castro Street amb el pioner de l'activisme gai Dan Wohlfeiler; veiem com Victoria Saenz exposa una tesina a la Universitat de Standford sobre la nova cançó i fem una barbacoa vegetariana amb l'entusiasta informàtic reconvertit en artista Jeremy Sarchet. | 17 de maig de 2018   | 327.000     | 14,4% |
| 7    | Sicília (Itàlia)                      | A Sicília celebrem dues festes d'aniversari. Una a Castelvetrano amb la Stella Finiru, que ens explicarà una història boja de com va aprendre català per culpa d'un lladre guapo i un mosso d'esquadra simpàtic; l'altra a Palerm, on Riccardo Lo Bue ens ensenya com es practica el "dolce fare niente"; Maria Stella Adamo ens fa una classe de C-àlgebra per a principiants; a la Província de Ragusa juguem a rugbi amb Giulio Pitroso i plorem en un jardí de Piazza Armerina amb el guia Dinio Cuttitta, a qui el català va fer sortir definitivament de l'armari.                                                                                        | 24 de maig de 2018   | 380.000     | 16,1% |
| 8    | Buenos Aires (Argentina)              | A Buenos Aires vivim la Diada de Catalunya al carismàtic i elegant casal català. A més, Leandro Bustamante ens explica com va superar l'agorafòbia: després d'un any tancat a casa va sortir per primera vegada per anar a aprendre català; l'arquitecte Sebastian d'Andrea ens ensenya unes quantes claus de "pa kua", que és un art marcial; la Romina Escorihuela ens fa classes de locució; ballem flamenc feminista amb la Lucia Gallo, que es diu així per la cançó del Serrat, i Adrián Liway imita tots els personatges del "Polònia"..., i no ha estat mai a Catalunya!                                                                                | 31 de maig de 2018   | 329.000     | 12,7% |
| 9    | Brussel·les (Bèlgica)                 | A Brussel·les, en Halldor troba "katalonskis" per casualitat. Vivim l'últim dia al país de la violoncel·lista sèrbia Lidia Cviktovac; riem amb el peculiar humor del curiós lingüista finès Johan Hägmann; fem fúting amb Celine Stocco; pixem juntament amb el professor càntabre Jon Landa; preparem amb Amandine Rubio un regal molt especial per a la seva amiga de l'ànima de Torredembarra; coneixem l'impecable intèrpret Dietrich Schneider i el funcionari portuguès Rui Cavaleiro fa un dibuix de Halldor que pengen a Instagram. | 7 de juny de 2018    | 309.000     | 12,7% |
| 10   | Santiago (Xile)                       | A Santiago de Xile vivim intensament les "fiestas pátrias". El psicòleg Oliver Arancibia ens ensenya a ballar la "cueca", el ball nacional; perseguim per tot arreu el governador de Maipo acompanyats del seu assessor personal Gonzalo Vergara; el jove advocat Gonzalo Rivera ens parla de com li va sorgir l'amor a la Xina; Cristobal Sánchez està preocupat per la desigualtat social i al·lucinem amb la història de canvi radical de visió de la vida per culpa del català d'en David Amat-Rodríguez, un "katalonski" pur. | 14 de juny de 2018   | 292.000     | 12,3% |
| 11   | Melbourne (Austràlia)                 | A Melbourne acompanyem la jove artista Georgie Mattingley en una exposició en què mostra la seva impactant obra; fem boxa a la platja amb l'aprenent d'actor Giovanni Piccolo; el peruà Edgar Porcel ens presenta la seva mestra de català que treballa de cambrera en un bar; en Shem McDonald ens convida a una autèntica barbacoa "aussie" i l'Stewart King ens porta a un concert "heavy, heavy". | 21 de juny de 2018   | 255.000     | 11,9% |
| 12   | Praga (República Txeca)               | A Praga toquem el trombó amb la sorprenent Alzbeta Kroupová, que porta les paraules "seny" i "rauxa" tatuades als turmells; l'Aneta Psotová pateix veient la primera actuació castellera a la República Txeca, per part dels Castellers de Gràcia; la Petra Sediva ensenya a Halldor a fer ioga; a Brno, veiem unes curioses escultures fàl·liques amb Jiri Pesek i visitem la famosa professora de català Pavlina Javorová. | 5 de juliol de 2018  | 232.000     | 10,8% |
| 13   | Tòquio (Japó)                         | Anirem fins a Tòquio buscant el mític professor Ko Tazawa, que al final ens presenta els seus dos fills, totalment diferents entre sí; cantem Doraemon al karaoke amb en Sho Kasahara; Yu Masuda ens convida a conèixer la penya del Barça i els seus amics que juguen futbol vestits de blaugrana; mengem sushi fet a casa amb la família d'Aya Kitamura; Halldor participa i anima la classe de català del professor Yoshimo Okuno a la Universitat d'Aichi i fem taitxí amb el campió Yoshimoto Kobayashi. Acompanyats sempre pel nostre inseparable conductor Shin que intenta ensenyar japonès bàsic al Halldor a marxes forçades.                         | 12 de juliol de 2018 | 219.000     | 11,6% |

### Segona temporada (2019)
| Núm. | Ciutat                    | Sinopsi | Data d'emissió          | Espectadors | Share |
| ---- | ------------------------- | --- | ----------------------- | ----------- | ----- |
| 1    | Islàndia                  | Anem amb Halldor a casa seva per descobrir d'on ve aquest músic, el seu origen. Coneixem la seva família, dispersa per tot el país, i els seus amics. I, per descomptat, els katalonskis que viuen allà. Amb l'Ana Geppert vivim un moment delirant quan Halldor es posa per primera vegada un neoprè; entrenem corrent per la muntanya de nit amb la Rebekka Samper, que es prepara per una gran competició; amb la Gudny Hilmarsdóttir ens banyem a un llac calent i secret; aprenem a fer ramen amb l'Erna Petursdottir; i acabem cantant amb l'antiga banda de l'institut de Halldor. | 6 d'octubre de 2019     | 195.000     | 9,7%  |
| 2    | Beijing (Xina)            | Halldor viatja a la Xina, a Pequín, per trobar els katalonskis més exòtics. Hi va en plena celebració del Cap d'Any. Shuangqing Li el porta a la famosa Festa dels fanalets, i també li ensenya a ballar street dance. Visita la ciutat amb el millor guia, David Salamanca, un noi de Madrid apassionat per la Xina, que li ensenya la Ciutat Prohibida i com es menja el famós ànec rostit. Amb Wang Qiqi canta a la gran muralla i, amb Jian Sun, acaba ballant salsa. | 13 d'octubre de 2019    | 172.000     | 8.5%  |
| 3    | Moscou (Rússia)           | El Halldor anirà a Moscou enmig d'una tempesta de neu històrica. El presentador regalarà flors a diverses noies, una tradició d'allà. Marina Bàrinova explicarà un conte de titelles en què en Halldor és el protagonista; Svetlana Rúdnik el meravellarà amb el seu art flamenc; amb Mikhaïl Khaminski en Halldor jugarà a un joc de preguntes i respostes difícils i en rus; Aleksandra Fréidkina explicarà el seu gran amor per Barcelona i, amb Diana Naródnaia, Halldor es batrà en un duel amb espasa a mort... de riure. | 20 d'octubre de 2019    | 266.000     | 13,2% |
| 4    | São Paulo (Brasil)        | Halldor Mar anirà a Sao Paulo en plena celebració del carnaval. Thaisa Bestetti el convidarà a la seva escola de samba, la Vai-Vai, i aniran al sambòdrom per veure aquesta festa monumental; amb la seva amiga Lili Mendoça aprendrà a fer una autèntica caipirinha brasilera; i després coneixerà la penya barcelonista de Sao Paulo mentre veuen el clàssic Reial Madrid-Barça; amb Raul Ribas visitarà una fàbrica on fan fuets i botifarres, una empresa familiar d'origen català, i coneixerà la seva dona, la fotògrafa Vanessa Zanforlin, una autèntica katalonski; anirà a casa de Núria Vives, que sotmetrà en Halldor a una sessió d'acupuntura; i amb Luciana Vilela i Jefferson Ribeiro, el presentador aprendrà a fer pole dance. | 3 de novembre de 2019   | 173.000     | 8,6%  |
| 5    | Madrid (Espanya)          | El Halldor arriba a Madrid i ho fa en tren, on coneixerà l'hoste Arturo Rodríguez, que li ensenyarà el seu ofici; escoltarà la bonica història d'Alejandro Molina, que ha après ara el català en homenatge a la seva mare, que va morir fa uns quants anys; amb ell farà pilates, assistirà a una classe de català a Blanquerna i acabarà al seu barri, Carabanchel, menjant els típics entresijos amb el seu pare, un militar retirat; aprendrà a fer ioga polonesa i tastarà el menjar polonès amb Klaudia Matysiak; el Halldor ensenyarà com Silvia Nuere i els seus companys, vestits amb una samarreta amb els pronoms febles, aprenen català assajant una obra de teatre; acompanyarà a un càsting l'actor Adrián Expósito i, a la nit, anirà amb ell a dues estrenes de pel·lícules, en què aprendrà a posar per a un "photocall". | 17 de novembre de 2019  | 269.000     | 12.5% |
| 6    | Roma (Itàlia)             | El Halldor visita Roma, una ciutat de pel·lícula, per conèixer gent com Alessandra Febo: a la seva classe de primària el nens no canten "Sol solet", precisament; de nit, ella balla tango per enfortir la relació amb el seu marit; pujarà a la l'escúter del periodista Adriano Petrucci per anar a recollir la seva filla, i assistirà a un divertit dinar familiar; Giulia di Filipo li ensenyarà a fer i revelar fotos digitals; es llançarà a la piscina per fer natació sincronitzada amb Erica Castorani i en Halldor l'ajudarà a muntar una coreografia; i el professor Paolo Vitti li farà de guia i el colarà a un lloc molt exclusiu: el Colosseu. | 24 de novembre del 2019 |             |       |
| 7    | Budapest (Hongria)        | El pròxim destí porta el Halldor a la part de l'alt Budapest, perquè Zoltan Lengyel el portarà a fer un volt amb una avioneta petita; després es relaxaran als banys termals i parlaran de l'amor; Halldor acabarà cantant una versió preciosa d'"Hallelujah", de Leonard Cohen, amb Zoltan a l'orgue; assistiran a una presentació de Luca Radosnai a la universitat i després en Halldor aprendrà danses tradicionals amb ella; Kata Varju li ensenyarà els secrets de la traducció i li presentarà la seva entranyable parella lingüística, un mariner jubilat; amb Feri Holyba en Halldor tocarà rock-n-roll abans de descobrir que hi ha bunyols de vent; les professores Maria Flamich i Rita Hoffman li explicaran la curiosa manera com van fer-se amigues de Montserrat Caballé; i anirà a casa del gran professor Kálmán Faluba, que li parlarà del mètode audiosexual per aprendre el català. | 1 de desembre del 2019  |             |       |
| 8    | Àmsterdam (Països Baixos) | El Halldor anirà a Amsterdam per conèixer una família que viu en un vaixell, la d'Hugo Niesing, l'home que tot ho fa sostenible; seguirà a l'aigua remant amb Vir Mellado, que li presentarà la seva família nòmada, nombrosa i molt trapella; jugarà al billar a casa de Joris van Santen, tot un bon partit: té el millor pis d'estudiants que es coneix, té una banda de rock que sona de meravella i, a més, és jove, guapo i vol ser president d'Holanda; la seva mare, professora de català, el deixarà entrar a la classe de la universitat, on Halldor coneixerà el primer macedoni de la seva vida; i finalment es relaxarà amb Ezma Luna, de pare neerlandès i mare italiana, que parla un català perfecte i amb qui acabarà ballant danses africanes i sardanes desconstruïdes. | 8 de desembre del 2019  | 233.000     | 10.9% |
| 9    | Lisboa (Portugal)         | A Lisboa, el Halldor es trobarà Paulo Pereira fent kung-fu al parc Monsanto, que s'assembla al Montseny, la paraula que li va costar més d'aprendre; Vera Brito el portarà a passejar per les entranyes de la ciutat, la Feria de Ladra, on Halldor quedarà enganxat a la primera paradeta de vinils que trobarà; també veurà la posta de sol mentre passegen per la platja amb la "dolça il·lusió" de Marina Alves, que la porta tatuada al braç; en un garatge de l'extraradi sense aire condicionat, assistirà a un assaig de rock autèntic de la banda de Luís Russo Dos Santos; Franciscu Picado el convidarà al seu espectacle de mate màgia i, després, assegut al piano, li parlarà del Tetris, el joc que dona nom a la seva filosofia de vida; i, al final, José Martins el citarà a una taberna on fan el millor bacallà de Lisboa i farà plorar tothom amb la notícia de la seva vida. | 22 de desembre del 2019 | 163.000     | 8.4%  |
| 10   | País Basc                 | A Euskadi, també hi ha molts katalonskis. La periodista esportiva Janire Fraguas li explicarà els secrets de l'Athletic Club de Bilbao mentre en veuran un entrenament; visitaran EITB, la televisió basca, i coneixerà Haritz Karakuel, a qui parlar català li reporta satisfacció espiritual; en un paisatge de "Joc de trons", amb Iker Iturrate pujarà a l'ermita de San Juan de Gaztelugatxe, on Halldor tocarà una campana de "doble sentit"; l'alcalde d'Idiazabal, Ioritz Imaz, ensenyarà el poble al presentador per fer-lo un expert en formatges i mitjanes de vedella; i acabarà coneixent, a Sant Sebastià, Koldo Arakistain, que introduirà en Halldor als secrets de les acrobàcies de circ. | 12 de gener del 2020    |             |       |
| 11   | Poznań (Polònia)          | El Halldor serà a Poznan per conèixer quatre noies poloneses que parlen català. Amb Magdalena Binczycka començarà visitant la catedral i acabarà muntant una festa "drag queen" en què en Halldor es convertirà en Barbarosa; abans d'aprendre a fer croissants, Magda Wegner explicarà com va acabar fent fotos per una prescripció mèdica; Marta Chmielewska, a qui el català clarament ha canviat la vida, ensenyarà al Halldor a ballar dansa del ventre; a la seva universitat cantaran "L'estaca" en polonès i també ho farà amb Agnieszka Przychodniak, amb qui veurà les cabres més famoses de la ciutat. | 26 de gener del 2020    |             |       |
| 12   | Jerusalem (Israel)        | El Halldor viatjarà a Jerusalem per conèixer la cultura hebrea amb 4 katalonskis molt intel·lectuals. Ilil Baum, una doctora en Filologia Romànica, l'endinsarà en el món dels manuscrits i li farà de guia per les Quatre Sinagogues Sefardites i la ciutat antiga de Jerusalem. Itai Elper, un jove estudiant de batxillerat de 20 anys, li explicarà com ha estat la seva experiència fent el servei militar obligatori, com fan tots els joves israelians, durant 3 anys. O Amir Aharoni, el director de la fundació Wikipedia, que l'introduirà en el món de la gastronomia local visitant el mercat de Mahane Yehuda, el més famós i vistós de Jerusalem. I Hanan Amoyual, que va descobrir el català gràcies a la novel·la de Mercè Rodoreda "La plaça del Diamant", li explicarà com es viu sent gai a Jerusalem. | 2 de febrer del 2020    |             |       |
| 13   | Catalunya                 | Al darrer capítol veurem katalonskis que venen a Catalunya per conviure uns dies en famílies i entorns catalans. Es va fer una crida i desenes de persones hi van respondre per acollir. Adrián Maximiliano Liwaj és un argentí d'origen polonès que va aprendre català per poder entendre el programa "Polònia" de TV3. El va conèixer el Halldor en la primera temporada a Buenos Aires. Mai no ha sortit del seu país ni ha agafat un avió; per tant, és la primera vegada que vindrà a Catalunya. Conviu amb la família Saumell Serra de Rodonyà. Visitarà la comarca, veurà com funciona una vinya, ajudarà el fill petit, en Jordà, que treballa de projeccionista al cinema de Valls, i la filla gran, la Janina, el porta a l'assaig de la Colla Vella, on forma part d'un castell. Al final s'acomiada dels seus amfitrions amb un típic "asado" argentí. Svetlana Rúdnik és una noia de Moscou que van conèixer cantant i ballant en un local on fan flamenc. Ara vindrà a Sant Andreu de Llavaneres per conviure amb en Santiago, escriptor, i l'Ariadna, metgessa, i vuit gossos huskies. Passegen, mengen i li ensenyen a fer meditació zazen. I aprèn també el que és el silenci català. A Chloe Phillips la va trobar el Halldor per casualitat la temporada anterior a la universitat de Georgetown, a Washington. Estava enamorada de Catalunya per un intercanvi que havia fet mentre feia batxillerat. Arran de sortir a "Katalonski" i de l'èxit que va tenir a les xarxes, va decidir venir a viure a Barcelona i provar sort amb la música. Ara ha actuat a les festes de la Mercè i ensenyarà on viu i com és la seva vida. Ella i el Halldor acabaran cantant a la plaça del Sol la cançó "Boig per tu", amb què el va encisar la primera vegada. | 9 de febrer del 2020    |             |       |

## Recepció

### Premis i distincions
L'octubre de 2018 es va anunciar que s'atorgava el Premi Pompeu Fabra a Hálldor Már en la categoria d'incorporació a la comunitat lingüística catalana per la seva participació com a presentador del Katalonski. Aquest guardó es va entregar el 23 d'aquell mes a la sala petita del Teatre Nacional de Catalunya.

### Crítica
Alguns analistes han considerat que la idea era molt repetitiva, tenint en compte que TV3 ja havia emès programes en què el presentador es desplaçava pel món buscant catalans o persones relacionades amb Catalunya (com els casos ja esmentats de l'Afers exteriors, el Catalunya Experience o Cases d'algú). Mònica Planas, al diari Ara, afegia que el programa tenia massa pressa per ensenyar diversos casos, provocant a l'espectador una dificultat per establir vincles emocionals amb els protagonistes, afegint que "la successió de 'katalonskis' pot fer-se una mica pesada" i que, en resum, l'únic interès del programa era "l'excentricitat d'alguns individus més o menys peculiars". En aquesta línia, però en un sentit més positiu, el crític Ferran Monegal exposava que la majoria de 'Katalonski' que Halldór trobava tenien "un punt excèntric molt atractiu".
Un altre element que es va criticar del programa va ser la capacitat de Halldór Már com a entrevistador. Planas va exposar que semblava "massa tímid, […] que en alguns moments li falti habilitat per establir una entrevista amena i espontània". Pau Requena, a enganxats, comentava que es notava "la seva inexperiència com a entrevistador", però en canvi destacava que el cantant islandès sabia portar les entrevistes gràcies a "la seva gran naturalitat".
En els primers dotze capítols emesos a TV3, el programa va registrar una mitjana de 318.000 espectadors i una quota de pantalla del 13,7%. L'emissió més vista va ser la del 19 d'abril de 2018, a Ciutat de Mèxic, amb 390.000 espectadors i un 17,5% de quota de pantalla. A nivell qualitatiu, el panel d'espectadors del GFK va valorar el programa amb un 8 sobre 10; el 90,4% el considerava original i diferent, i la posada en escena va agradar al 97,5% dels internautes.

### Seguidors
Des del primer programa, els espectadors van interaccionar amb la producció a través de les xarxes socials com Twitter o Facebook, provocant que l'etiqueta #KatalonskiTV3 arribés a ser Trending Topic la primera setmana en antena. El juny de 2018, el perfil de Twitter oficial del programa tenia 3.246 seguidors. A més, el mateix març del 2018 es va crear el perfil de Twitter The Big Katalonski Fan Club, pàgina que s'autodefinia com "el club de fans del Gran Katalonski", i que el juny d'aquell any ja tenia 379 seguidors.